# Râul Ruginoasa, Horezu
Râul Ruginoasa este un curs de apă, afluent al râului Horezu. 